# کالوم مک‌گرگور
کالوم مک‌گرگور (انگلیسی: Callum McGregor؛ زادهٔ ۱۴ ژوئن ۱۹۹۳) بازیکن فوتبال اهل بریتانیا است.
از باشگاه‌هایی که در آن بازی کرده‌است می‌توان به باشگاه فوتبال سلتیک و باشگاه فوتبال نوتس کانتی اشاره کرد.
وی همچنین در تیم‌های ملی فوتبال اسکاتلند، زیر ۲۱ سال اسکاتلند و اسکاتلند بازی کرده‌است.